# ناس (اشتایرمارک)
ناس (به آلمانی: Naas) یک منطقهٔ مسکونی در اتریش است که در وایتس واقع شده‌است. ناس ۲۰٫۷۵ کیلومتر مربع مساحت دارد ۴۰۰ متر بالاتر از سطح دریا واقع شده‌است.